# 永田雄志
永田 雄志（ながた ゆうし、1946年8月30日 - ）は、日本の実業家。三井物産代表取締役や、東洋エンジニアリング取締役会長を務めた。

## 人物・経歴
1965年福岡県立明善高等学校卒業。1970年一橋大学経済学部卒業、三井物産入社。2000年取締役プラント・プロジェクト本部長。2002年常務取締役。2004年代表取締役。2006年に三井物産が第三者割当増資を引き受けた東洋エンジニアリングの取締役会長に就任し、三井物産との協業などを進めて、イラク共和国首脳などと面会し、海外インフラ受注などに向けた働きかけ等を行った。2014年東洋エンジニアリング顧問（役員待遇）。2023年顧問退任。日本メキシコ交流400周年実行委員会幹事なども務めた。